# Filipe da Luz
O frei Filipe da Luz (Lisboa, ? — Vila Viçosa, 1633) foi um pregador e escritor religioso português.
Tornou-se membro da Ordem de Santo Agostinho, em 1574.
Escreveu muitos sermões que justificam a sua fama de orador sacro, tendo sido também o autor de dois tratados A vida contemplativa, em 1627, e Desejo que uma alma deva ter de se ir viver ao deserto, no ano de 1631.
Seus sermões estão entre os mais representativos da época áurea do Barroco.